# Bildformat (Papierbild)
Die Normierung der Bildformate von Fotografien ist entstanden zum einen aus der Konfektionierung des den Fotografen gelieferten Fotopapiers und der Rationalisierung anfallender Laborarbeiten, zum anderen wurde sie gefördert durch die im 19. Jahrhundert verbreitete Verwendung von Fotoalben, in deren Fenster („Kulissen“) vom Rand her Fotokarten eingeschoben werden konnten.

## Bildformate des 19. Jahrhunderts
Fotokarten (bei denen der dünne Papierabzug auf einen bedruckten Karton aufgeklebt wurde), waren bis zum Ersten Weltkrieg das übliche Produkt der Fotografenateliers. Weitaus am häufigsten war das Visitformat, gefolgt vom Kabinettformat. Um 1900 waren sehr steile Proportionen beliebt.
| Bezeichnung     | Auftreten | Bildgröße | Kartongröße |
| --------------- | --------- | --------- | ----------- |
| Carte-de-Visite | ab 1858   | 58 × 94   | 63 × 102    |
| Victoria        | ab 1870   | 75 × 112  | 83 × 122    |
| Cabinet         | ab 1867   | 100 × 150 | 110 × 170   |
| Promenade       | ab 1875   | 100 × 183 | 108 × 210   |
| Boudoir         | ab 1875   | 193 × 124 | 134 × 215   |
| Imperial        | ab 1875   | 168 × 217 | 175 × 250   |

## Bildformate nach 1918
Die Bildformate von Papierbildern orientierten sich in den letzten Jahrzehnten am Kleinbildformat (24 mm × 36 mm, 2:3). So entstanden Formate wie 7×10 (7 cm × 10 cm) oder 9×13, 13x18 und 18x24 als übliche Vergrößerungsformate, auch wenn immer etwas vom Bild abgeschnitten werden musste. Als wichtiges Standardformat wird heute noch die sogenannte „Weltpostkarte“ mit 10,5 cm × 14,8 cm (DIN A6) genannt.
Alle diese Formate entsprechen weder dem Negativformat von 3:2 noch dem bei vielen Digitalkameras üblichen Format von 4:3. Dementsprechend müssen die Fotovorlagen vor dem Druck angepasst werden. In guten Laboren kann angegeben werden, ob bei nicht passendem Format die Papierbilder beschnitten werden sollen – dies ist Standard – oder ob fehlende Bereiche weiß aufgefüllt werden sollen.
Die Hersteller von Fotopapier liefern dieses für die Massenentwicklung je nach Breite und Dicke auf Rollen von 50 m bis 500 m. Die derzeitigen Standardbreiten sind 3½, 4, 4½, 5, 6, 7, 8, 10, 11 (selten, US Letter), 12, 16, 20, 24, 30, 36, 44, 50 und 60 Zoll (in, ″) sowie 11,7 cm (4,6 in), 21 cm (A4/A5), 22 cm (Fotobücher), 24 cm (9,4 in), 60,3 cm (23,7 in) und 106 cm (5×A4/A5).
| Bildformat | (in × in)   | (mm × mm) | Seitenverhältnis | Kamerabildformat | Anmerkungen         |
| ---------- | ----------- | --------- | ---------------- | ---------------- | ------------------- |
| Lomo       | 02¾ × 4     | 070 × 102 | 1,43             |                  | unüblich            |
| 09 × 12    | 03½ × 4 2/3 | 089 × 119 | 1                | 4:3              |                     |
| 09 × 13    | 03½ × 5     | 089 × 127 | 1,44             | (3:2)            | 3R, ISO 1008        |
| Postkarte  |             | 105 × 148 | 1,414            |                  | PC, A6, ISO 1008    |
| 10 × 13    | 04 × 5,33   | 102 × 136 | 1,30             | (4:3)            |                     |
| 10 × 15    | 04 × 6      | 102 × 152 | 1,50             | 3:2              | 4R                  |
| 11 × 15    | 4½ ×        | 114 ×     | 1,33             | 4:3              |                     |
| 11 × 17    | 4½ ×        | 114 ×     | 1,50             | 3:2              |                     |
| 13 × 17    | 05 × 6 2/3  | 127 × 169 | 1,33             | 4:3              |                     |
| 13 × 18    | 05 × 7      | 127 × 178 | 1,38             | (4:3)            | 5R, ISO 1008        |
| 13 × 19    | 05 × 7½     | 127 × 191 | 1,50             | 3:2              |                     |
| 15 × 20    | 06 ×        | 149 ×     |                  |                  | 6R                  |
| 18 × 24    | 07 × 9½     | 178 × 240 | 1,33             | 4:3              | monochrom, ISO 1008 |
| 20 × 27    | 08 × 10⅔    | 203 × 271 | 1,33             | 4:3              |                     |
| 20 × 30    | 08 × 12     | 203 × 305 | 1,50             | 3:2              | S8R                 |
| 24 × 30    |             |           | 1,33             | 4:3              | monochrom, ISO 1008 |
| 30 × 38    | 12 × 15     | 305 × 381 | 1,25             | 5:4              | 12R                 |
| 30 × 40    | 12 × 16     | 305 × 406 | 1,33             | 4:3              | ISO 1008            |
| 30 × 45    | 12 × 18     | 305 × 457 | 1,50             | 3:2              | S12R                |
| 50 × 70    | 20 ×        | 508 ×     | 1,33             | 4:3              |                     |
| 50 × 75    | 20 × 30     | 508 × 762 | 1,50             | 3:2              |                     |

Die meisten Fotopapiergrößen sind ursprünglich in Zoll festgelegt, weshalb die gängigen metrischen Angaben wie „13 × 18 cm“ nur ungefähre Maße sind. Eine Ausnahme bildet die „Weltpostkarte“ bzw. „10 × 15“ im Format A6. Um Unstimmigkeiten zu vermeiden, sollten die exakten Maße verwendet werden.
Außerdem weisen die meisten Fotomaschinen eine Schneideungenauigkeit von rund einem Millimeter auf. Da meist Fotopapier-Rollen verarbeitet werden, zeigt sich diese in der abweichenden Länge der Fotos.
Beim Filmformat APS gab es die Option „Panorama“. Wurde diese per Schalter vor der Aufnahme gewählt, wurde zwar dasselbe Aufnahmeformat gewählt, doch bei der Ausarbeitung ein Print mit einem Seitenverhältnis von über 2:1 geliefert bei entsprechend notwendigem Beschnitt in Bezug auf das Negativ.
Bilder von 28 × 28 mm Instamaticfilm wurden typisch auf nominell 9 × 9 cm große Prints und fast immer mit weißem Rand vergrößert. Da stets derselbe Preis wie bei 9 × 13 cm Ausarbeitungen verrechnet wurde, kam es auf, dass dieses Rechteckformat (Quer) links mit einem innerhalb des Rands etwa 8 × 8 cm großen Bild und rechts oben zusätzlich mit einem etwa gut 3 × 3 cm kleinen „Bonusbild“ bedruckt wurde. Das linear weniger als 40 % große Bildchen passte ausgeschnitten in ein Medaillon oder in Ausweis- oder Geldtasche.

## Verwandte Themen
- Aufnahmeformat – bezeichnet die Formate von Negativfilmen.
- Papierformat – beschreibt Formate von Druck- und Schreibpapier.